# Magnus V van Noorwegen
Magnus Erlingsson (Etne in Hordaland, 1156 - Fimreite, 15 juni 1184) was van 1161 tot 1184 koning van Noorwegen. Magnus was een zoon van de Jarl Erling Skakke en Kristin (een dochter van Sigurd I de Jeruzalemganger). Magnus werd in 1163/1164 in Bergen door aartsbisschop Øystein Erlendsson gekroond en was daarmee de eerste koning in Noorwegen die gekroond zou worden. De eerste jaren van regeerperiode stond hij nog onder de voogdij van zijn vader Erling Skakke die dus eigenlijk Noorwegen bestuurde. Magnus kwam in een gevecht tegen koning Sverre Sigurdsson tijdens de Slag bij Fimreite om het leven. Magnus werd in Bergen begraven. Erling Skakke en Magnus V behoorden tot de Bagli-partij en deze zouden Jon Kuvlung, een monnik die beweerde een zoon van Inge (I) te zijn, in 1185 als hun troonpretendent aanwijzen. In 1188 werd Jon Kovlung door Sverre Sigurdsen in Bergen verslagen en gedood.
Magnus was vermoedelijk ook de vader van Sigurd Magnusson, Inge en Erling Steinvegg.
In Nornes bij Sogndal is een gedenksteen geplaatst als herinnering aan de Slag bij Fimreite.
- Gemeinsame Normdatei: 100952712
- International Standard Name Identifier: 0000 0000 7852 952X
- Library of Congress Control Number: n99261189
- Nationale Bibliotheek van Israël: 987007295285205171
- Virtual International Authority File: 15126765
- WorldCat: E39PBJkT4F9p3Xqfjw3fVqHpyd